# Bulz
Bulz è un comune della Romania di 2 175 abitanti, ubicato nel distretto di Bihor, nella regione storica della Transilvania.
Il comune è formato dall'unione di 3 villaggi: Bulz, Munteni, Remeți.